# Campeonato Europeu de Ciclismo em Pista de 2010
A primeira edição do Campeonato Europeu de Ciclismo em Pista celebrou-se na Pruszków (Polónia) entre 5 e 7 de novembro de 2010 baixo a organização da União Europeia de Ciclismo (UEC) e a Federação Polaca de Ciclismo.
As competições realizaram-se no velódromo BGŻ Arena da cidade polaca. Foram disputadas 11 provas, 6 masculinas e 5 femininas.

## Medalhistas

### Masculino
| 2                               | Ouro                                                                                   | Prata                                                                                  | Bronze                                                                                   |
| ------------------------------- | -------------------------------------------------------------------------------------- | -------------------------------------------------------------------------------------- | ---------------------------------------------------------------------------------------- |
| Velocidade individual (06.11)   | Denis Dmitriyev · Rússia                                                               | Kévin Sireau · França                                                                  | Jason Kenny · Reino Unido                                                                |
| Velocidade por equipas (05.11)  | Alemanha · Robert Förstemann · Maximilian Levy · Stefan Nimke · 44,066                 | França · Michaël D'Almeida · François Pervis · Kévin Sireau · 44,281                   | Reino Unido · Matthew Crampton · Chris Hoy · Jason Kenny · 43,968                        |
| Perseguição por equipas (05.11) | Reino Unido · Steven Burke · Edward Clancy · Jason Queally · Andrew Tennant · 4:00,482 | Rússia · Ivan Kovaliov · Yevgueni Kovaliov · Alexei Markov · Alexandr Serov · 4:04,274 | Países Baixos · Levi Heimans · Arno van der Zwet · Tim Veldt · Sipke Zijlstra · 4:06,049 |
| Keirin (07.11)                  | Jason Kenny · Reino Unido                                                              | Matthew Crampton · Reino Unido                                                         | Adam Ptáčník · Chéquia                                                                   |
| Madison (07.11)                 | Martin Bláha · Jiří Hochmann · Chéquia · 9 (0) pts.                                    | Kenny De Ketele · Tim Mertens · Bélgica · 19 (-1) pts.                                 | Myjailo Radionov · Serhi Lahkuti · Ucrânia · 1 (-1) pts.                                 |
| Ómnium (07.11)                  | Roger Kluge · Alemanha · 22 pts.                                                       | Tim Veldt · Países Baixos · 29 pts.                                                    | Rafał Ratajczyk · Polónia · 31 pts.                                                      |

### Feminino
| 2                               | Ouro                                                                       | Prata                                                                          | Bronze                                                                |
| ------------------------------- | -------------------------------------------------------------------------- | ------------------------------------------------------------------------------ | --------------------------------------------------------------------- |
| Velocidade individual (06.11)   | Sandie Clair · França                                                      | Kristina Vogel · Alemanha                                                      | Simona Krupeckaitė · Lituânia                                         |
| Velocidade por equipas (05.11)  | França · Sandie Clair · Clara Sanchez · 33,478                             | Reino Unido · Victoria Pendleton · Jessica Varnish · 33,586                    | Alemanha · Kristina Vogel · Miriam Welte · 33,708                     |
| Perseguição por equipas (05.11) | Reino Unido · Katie Colclough · Wendy Houvenaghel · Laura Trott · 3:23,435 | Lituânia · Vaida Pikauskaitė · Vilija Sereikaitė · Aušrinė Trebaitė · 3:29,992 | Alemanha · Lisa Brennauer · Verena Jooß · Madeleine Sandig · 3:28,127 |
| Keirin (07.11)                  | Olga Panarina · Bielorrússia                                               | Simona Krupeckaitė · Lituânia                                                  | Liubov Shulika · Ucrânia                                              |
| Ómnium (07.11)                  | Leire Olaberria · Espanha · 26 pts.                                        | Tatsiana Sharakova · Bielorrússia · 29 pts.                                    | Małgorzata Wojtyra · Polónia · 34 pts.                                |

## Medalheiro
| 1  | Reino Unido   | 3  | 2  | 2  | 7  |
| 2  | França        | 2  | 2  | 0  | 4  |
| 3  | Alemanha      | 2  | 1  | 2  | 5  |
| 4  | Bielorrússia  | 1  | 1  | 0  | 2  |
| 4  | Rússia        | 1  | 1  | 0  | 2  |
| 6  | Chéquia       | 1  | 0  | 1  | 2  |
| 7  | Espanha       | 1  | 0  | 0  | 1  |
| 8  | Lituânia      | 0  | 2  | 1  | 3  |
| 9  | Países Baixos | 0  | 1  | 1  | 2  |
| 10 | Bélgica       | 0  | 1  | 0  | 1  |
| 11 | Polónia       | 0  | 0  | 2  | 2  |
| 11 | Ucrânia       | 0  | 0  | 2  | 2  |
|    | TOTAL         | 11 | 11 | 11 | 33 |